# Louis IX de Hesse-Darmstadt
Pour les articles homonymes, voir Louis IX (homonymie).
Louis IX de Hesse-Darmstadt (en allemand : Ludwig IX. von Hessen-Darmstadt) né le 15 décembre 1719 à Darmstadt et mort le 6 avril 1790 à Pirmasens, est landgrave de Hesse-Darmstadt de 1768 à sa mort.
Il est le fondateur de la ville de Pirmasens (Rhénanie-Palatinat) et le mari de Caroline de Palatinat-Deux-Ponts-Birkenfeld, surnommée « la Grand Landgravine ».

## Biographie

### Origine, famille et jeunesse
Louis est le fils aîné du landgrave Louis VIII de Hesse-Darmstadt (1691-1768), né de son mariage avec Charlotte de Hanau-Lichtenberg (1700-1726), fille et héritière du comte Jean-Reinhard III de Hanau-Lichtenberg.
Après la mort de sa mère, Louis est élevé par ses deux grands-pères au château de Philippsruhe, près de Hanau. Pendant la guerre de Succession de Pologne, Louis déménage avec ses frères Georges-Guillaume et Frédéric à Bouxwiller, la résidence et capitale des Hanau-Lichtenberg. Par la suite, les frères étudient à Strasbourg avec Jean-Daniel Schoepflin.
Sous la tutelle de son père, Louis règne sur le comté de Hanau-Lichtenberg à partir de la mort de son grand-père Jean-Reinhard en 1736. Vers 1740, le prince héritier entreprend un Grand Tour qui le conduit notamment jusqu'à la cour de France à Versailles. Déclaré majeur, il prend le pouvoir en tant que comte de Hanau-Lichtenberg fin 1740.
Ayant toujours éprouvé une profonde aversion pour la noblesse. Le comte a fait en sorte que cette classe sociale soit presque totalement exclue de la vie de sa cour,.

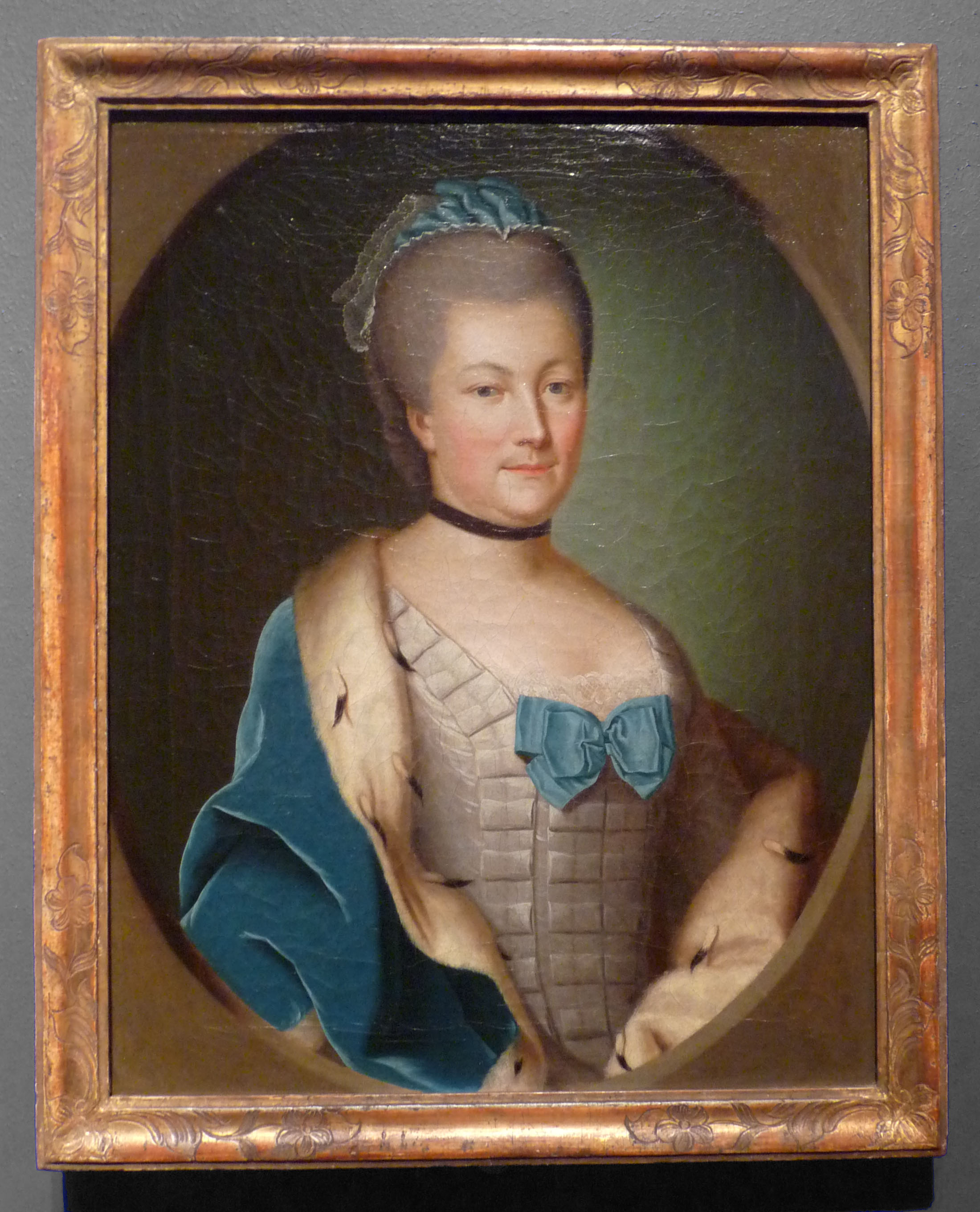
« La Grande Landgravine », Caroline-Henriette de Hesse-Darmstadt, son épouse (Musée historique de Strasbourg).

Louis épouse le 20 août 1741, à Deux-Ponts (Zweibrücken), Caroline de Palatinat-Deux-Ponts-Birkenfeld, fille du comte palatin et duc Christian III de Deux-Ponts-Birkenfeld.
Après sa mort, Louis IX eut quelques maîtresses venues de Paris. Elles reçurent d'abord le titre de comtesse de Lemberg, puis celui de Madame de Bickenbach,. Il épousa morganatiquement l'une d'entre elles, Marie Adélaïde Cheirouze (1752-1785), le 23 octobre 1775 à Ems. Le jour de son mariage, elle reçut le titre de comtesse de Lemberg, du nom de la ville de Lemberg, dans le comté de Hanau-Lichtenberg. Alors mariée, elle entretient une liaison avec le conseiller Johann Daniel Cappes. Lorsque cela fut découvert, elle quitta secrètement la résidence mais fut arrêtée et emprisonnée au château de Marksburg, d'où elle réussit toutefois à s'échapper pour rejoindre Strasbourg. En janvier 1778, le landgrave fit déchirer le contrat de mariage et annula la demande qu'il venait d'effectuer en décembre de 1777 auprès de l'empereur pour l'élever au rang de comtesse impériale de Lemberg. Le conseiller Cappes fut banni et ses biens confisqués.
À partir de 1779, Louis IX eut pour maîtresse Louise Madeleine Françoise Simon (1757-1829), qu'il nomma Madame de Bickenbach, du nom d'une famille noblesse éteinte en 1486. Le siège de cette famille se trouvait à Bickenbach, sur le territoire des Hesse-Darmstadt, où se situait leur pavillon de chasse de Bickenbach (de). Après la mort de Louis, elle épousa le chirurgien de la cour, un nommé Fels, en 1814.

### Activités militaires et règne

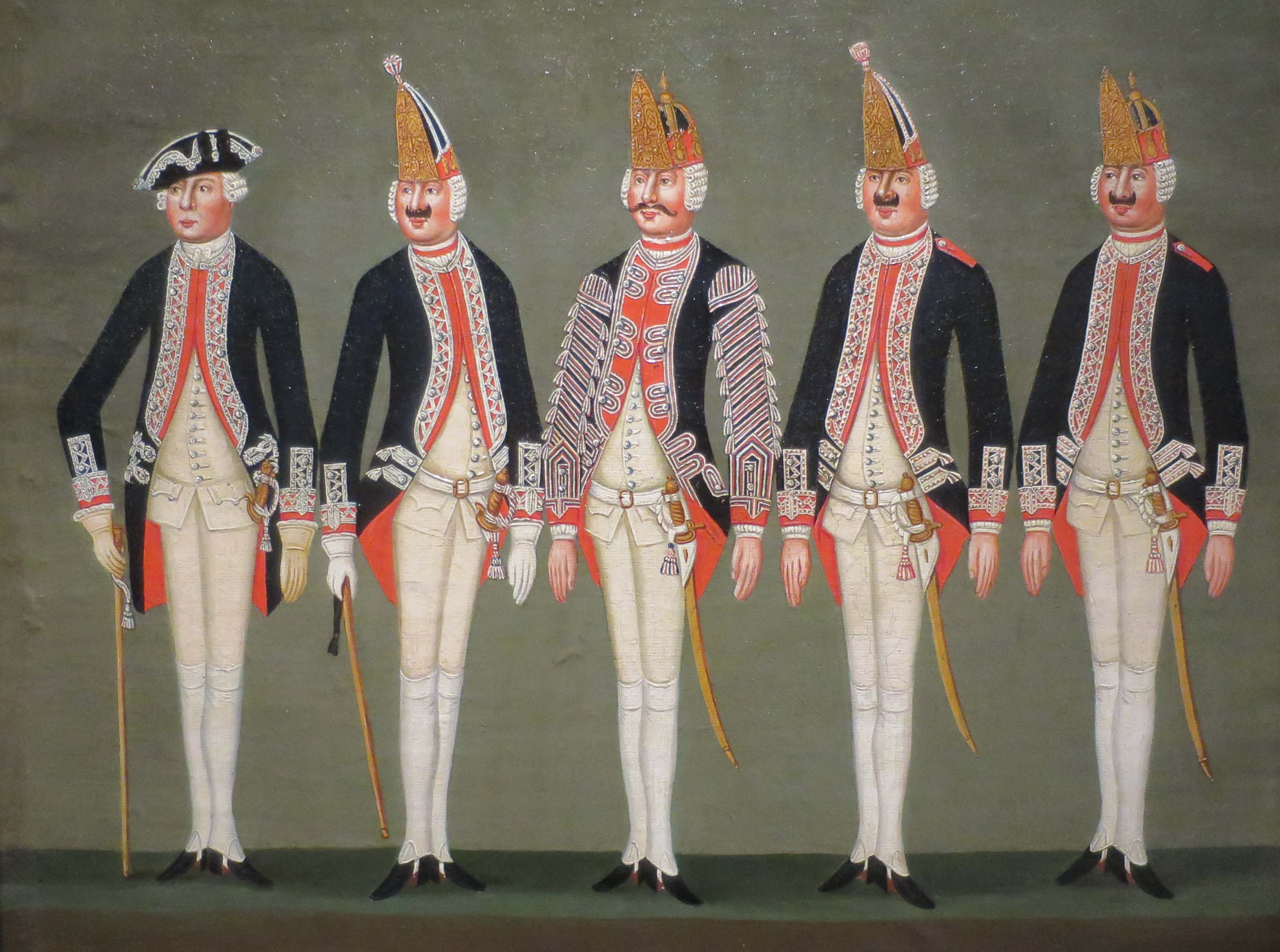
Un officier et quatre soldats de l'armée de Louis. Peinture de.

Louis avait un pendant pour les soldats et la vie militaire similaire à celui du « roi soldat » prussien Frédéric-Guillaume Ier, ce qui l'a conduit à entrer au service de la Prusse et à passer dix-huit de ses trente-deux années de mariage séparé de son épouse auprès de sa garnison. À l'âge de 13 ans, il commence sa carrière dans l'armée de Hesse-Darmstadt et crée en 1741 une première compagnie à Baerenthal en Lorraine, qui faisait alors partie de la division de Hanau-Lichtenberg à Lemberg. La compagnie reçut peu de temps après l'ordre de se rendre à Pirmasens, ville que Louis développa en ville de garnison. Ses dépenses militaires ont rapidement entraîné des difficultés financières dans le comté de Hanau-Lichtenberg.
Pendant la guerre de Succession d'Autriche, il entre au service de la Prusse en 1743 en tant que chef du 12e régiment d'infanterie vieux-prussien. Il participe aux campagnes de Silésie de Frédéric II et est en garnison à Prenzlau à partir de 1750. Il rend son régiment en 1757 afin de ne pas peser sur l'alliance franco-autrichienne. Le père de Louis, allié de l'Autriche, était intervenu contre le service de ses fils dans l'armée prussienne et avait exigé que le roi de Prusse lui rende ses fils.
En 1764, il entre au service impérial des Habsbourg où il devient Feldmarschall-Leutnant et reçoit en 1767 le régiment Macquir à pied. Après le mariage de sa fille avec le tsarévitch Paul de Russie, Louis IX quitte le service militaire impérial et devient Generalfeldmarschall au service de la Russie en 1774.
Louis succède à son père sous le nom de Louis IX en 1768 en tant que landgrave de Hesse-Darmstadt. Avec son premier ministre Friedrich Karl von Moser, il réforme l'État sur le modèle prussien. La plupart des fonctionnaires en place furent licenciés et la chasse à courre, qui avait pratiquement ruiné l'agriculture de Hesse-Darmstadt, fut abolie. L'armée fut augmentée et les casernes et garnisons furent développées.
La personnalité de Louis possédait certains traits irrationnels, comme sa peur des esprits, et certains de ses contemporains se moquaient de lui à cause de son « Soldatenspiel » (comprendre jouer à la guerre comme un enfant). Le landgrave s'occupait avec sollicitude de ses soldats et avait un goût particulier pour les exercices d'entraînement et les parades. Il ne participait pas au Soldatenhandel (commerce/location des soldats), très courant à l'époque, comme le faisaient par exemple ses parents, les landgraves de Hesse-Cassel.
Louis composa également de nombreuses marches militaires ce qui lui valut le surnom de Erz-Tambour de l'Empire. En développant considérablement l'armée, Louis IX posa la première pierre de la future position de force de la Hesse-Darmstadt dans les guerres napoléoniennes.

### Pirmasens

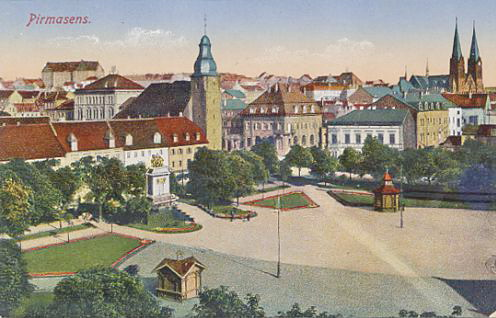
LExerzierplatz de Pirmasens sur une carte postale de 1910. Sur la droite, l'église Saint Pirmin (Sankt Pirminius), avec deux clochers, se situe sur l'emplacement la grande halle d'exercice de Louis.

La vie de Louis IX est fortement liée à la ville de Pirmasens, qui n'était à l'origine qu'un petit village forestier servant de siège à l'administration des Hanau-Lichtenberg dans leur circonscription de Lemberg. Son grand-père Jean-Reinhard III y avait déjà construit un petit pavillon de chasse vers 1720. L'endroit fut aménagé par le landgrave en garnison et en résidence à partir de 1741, la localité se voit accorder les droits de ville en 1763 et passe d'à peine 250 habitants à environ 9 000 au début de l'année 1790. En 1778, Louis IX, dont le père Louis VIII était déjà franc-maçon, fonda à Pirmasens la loge maçonnique « Zur brennenden Granate » (« À la grenade enflammée »).
Louis fit aménager à Pirmasens une grande place d'exercice pour sa garnison, qui constitue encore aujourd'hui sous ce nom d'Exerzierplatz un des centres de la ville. Jusqu'à la reconstruction d'une partie de la place vers 1875, celle-ci était l'une des plus grandes places baroques d'Europe. Afin de permettre les exercices militaires indépendamment des conditions météorologiques, on construisit vers 1770 une maison d'exercice en face du château, ou plutôt une halle d'exercice couverte sans piliers, qui était à l'époque la deuxième plus grande halle d'exercice d'Europe. À l'époque napoléonienne, la première église catholique de la ville fut construite à la place de cette halle. Depuis sa reconstruction en 1897-1900, on trouve à cet emplacement l'église de Saint Pirmin (Sankt Pirminius). Le château de Pirmasens, transformé en simple résidence par ses prédecesseurs, tomba en ruine après avoir été pillé par des soldats français fin 1793. Il fut démoli au début du XIXe siècle. À sa place se trouve aujourd'hui la « fontaine du château », au milieu de la place de l'ancien château.
De la ville de résidence de Louis IX de Hesse-Darmstadt, dont le centre historique fut quasiment entièrement détruit pendant la Seconde Guerre mondiale, demeure en place l'église luthérienne achevée en 1761 située à l'angle de la Haupstraße et de la Pfarrgasse, dans laquelle le landgrave fut enterré en 1790, et l'église réformée construite entre 1750 et 1758 en bordure de la place d'exercice (actuelle église saint Jean (Johanneskirche)). L'hôtel de ville construit entre 1771 et 1774 sur la place inférieure du château a été reconstruite à l'issue de la Seconde Guerre mondiale, toute comme plusieurs autres bâtiments de l'époque du landgrave. Les murailles de la ville, construites en 1763, ont été dans la grande majorité démolies mais leur tracé se retrouve dans le plan actuel de la ville. Quelques « Grenadierhäuschen » (maisonnettes de grenadiers) que Louis fit construire dans toute la ville pour loger ses soldats ont également été conservées.

## Descendance
De son union avec Caroline Henriette de Palatinat-Deux-Ponts-Birkenfeld sont issus huit enfants :
- Caroline (1746 - 1821), qui épouse en 1768 le landgrave Frédéric V de Hesse-Hombourg (1748-1820).
- Frédérique-Louise (1751 - 1805), qui épouse en 1769 le futur roi Frédéric-Guillaume II de Prusse (1744-1797).
- Louis X (1753 - 1830), landgrave de Hesse-Darmstadt devenu grand-duc de Hesse et du Rhin sous le nom de Louis Ier, il épouse en 1777 sa cousine germaine Louise de Hesse-Darmstadt (1761 - 1829), fille de Georges-Guillaume de Hesse-Darmstadt (frère cadet de Louis IX).
- Amélie (1754 - 1832), qui épouse en 1774 Charles-Louis, prince héritier de Bade (1755 - 1801), dont postérité.
- Wilhelmine-Louise (1755 - 1776), qui épouse en 1773 le futur tsar Paul Ier de Russie, sans postérité.
- Louise (1757 - 1830), qui épouse Charles-Auguste, duc puis grand-duc de Saxe-Weimar-Eisenach (1757 - 1828).
- Frédéric (1759 - 1802), non marié mais entretient une relation morganatique dont sont issus deux enfants.
- Christian (1763 - 1830), non marié.

Avec sa maîtresse Ernestine Rosine Flachsland (de) : 
- Ernst Ludwig von Hessenzweig (1761 - 1774)[16].

## L'ancêtre commun des monarques européens
Louis IX de Hesse-Darmstadt et sa femme Caroline sont les ancêtres de nombreuses maisons souveraines européennes grâce aux mariages de leurs enfants et petits-enfants. La politique matrimoniale de son épouse, qui réussit à marier ses filles de manière très avantageuse, en est la principale responsable.
Par l'intermédiaire de sa fille Frédérique-Louise, les rois prussiens successifs et les futurs empereurs allemands de la maison des Hohenzollern descendent du landgrave, et donc aussi le roi Louis II de Bavière et la maison royale néerlandaise d'Orange-Nassau à partir du  roi Guillaume II des Pays-Bas, en tant que descendants des Hohenzollern.
Par l'intermédiaire de son fils Louis Ier, Louis IX est un ancêtre aussi bien d'Alix de Hesse-Darmstadt, la dernière impératrice de Russie (connue sous le nom d'Alexandrea Feodorovna), que du prince Philip et de la famille royale britannique (via la branche hessoise de Battenberg). 
L'empereur François-Joseph Ier d'Autriche est un arrière-arrière-petit-fils de Louis via sa fille Amélie, surnommée la « grand-mère de l'Europe », une ligne directe s'étend jusqu'au prince Albert II de Monaco via son arrière-petite-fille Mary Victoria Hamilton. Le roi Felipe VI d'Espagne descend de Louis IX, tant du côté paternel par la famille Battenberg que du côté maternel par les Hohenzollern.
En raison de nombreux mariages intrafamiliaux dans la maison de Hesse-Darmstadt, Louis IX est plusieurs fois l'ancêtre des souverains successifs à Darmstadt. Il est par exemple quatre fois l'arrière-arrière-grand-père du grand-duc Louis IV.
Louis IX et sa femme sont devenus les ancêtres communs les plus récents de tous les monarques européens actuels le 8 septembre 2022 après le décès de la reine Élisabeth II, qui elle n'en descend pas, et l'accession au trône de son fils, Charles III, un descendant par son père.